# جبل التيس
جبل التيس الذي كانت تنزله قبيلة عنس من مذحج يقع قريب من مخلاف عنس في اليمن. حدثت بالقرب من الجبل معركة حصار الشرق التي قتل فيها القائد سعيد الحرشي عدوه طالب الحق الإباضي.
وعندما إستلم الحكم الشريف حمود أبو مسمار في جيزان تمكن من السيطرة على هذا الجبل ومن بعده السعوديين لكن الدولة العثمانية استردته من الدولة السعودية. يقع الجبل بين إب ومخلاف عنس ومازال يسكنونه مذحج وحمير.

## التاريخ
وأما أول من سكنه فهو طرف بن خبيب المذحجي الذي كان مولى للملك أبو حسان الحميري. ولا زال الجبل مسكن للقبائل اليمنية وهو يقع قريب من الحفائر والخنادق النفطية.وهو عن يمين جبلة وعن جنوب إب وشرق مخلاف عنس وشمال مخلاف المعافر.